# Merheperre
Merheperre je bil faraon iz pozne Trinajste dinastije iz drugega vmesnega obdobja Egipta, ki je vladal nekaj časa med letoma 1663 in 1649 pr. n. št. Vladal je ali v Gornjem Egiptu iz Teb ali v Srednjam in Gornjem Egiptu iz Memfisa. V vzhodni delti Nila je v tem času vladala Štirinajsta dinastija. 

## Dokazi
Merheperre je dokazan na Torinskem seznamu kraljev, sestavljenem v zgodnjem  ramzeškem obdobju. Po egiptologu Kimu Ryholtu je njegov priimek vpisan v 17. vrstici 8. kolone seznama, po Gardinerju pa v 22. vrstici 7. kolone. Torinski seznam kraljev je v delu, ki pokriva Trinajsto dinastijo, močno poškodovan,  zato dolžina Merheperrejevega vladanja ni znana.
Merheperre je dokazan tudi na dveh starinah, datiranih v njegovo vladavino: glazirani uteži iz zelenega škriljevca z njegovo kartušo (Petriejev muzej  UC 16372) in skarabejskem pečatu  z njegovim imenom. Skarabeja so Darrell Baker, Jürgen von Beckerath, Stephen Quirke in drugi sprejeli kot dokaz, medtem ko ga Kim Ryholt zavrača. Ryholt poudarja, da na njem ni vladarskih atributov in insignij in da se slogovno razlikuje od pečatov iz Trinajste dinastije. 

## Kronološki položaj
Natančen kronološki položaj Merheperrejevega vladanja zaradi poškodovanega Torinskega seznama kraljev ni zanesliv. Po Ryholtu je bil 47. vladar Trinajste dinastije, po Bakerju 46., po von Beckerathu pa 57. Vsi se strinjajo, da ga je nasledil Merkare. Von Beckerath je domneval, da je bil njegov predhodnik  Mershepsesre Ini II. Ryholt in  Baker, ki se sklicujeta na rekonstruirani Torinski seznam, domnevata, da je bil to Mer[...]re.